# Буранное (озеро)
Бура́нное — небольшое бессточное озеро в Соль-Илецком районе Оренбургской области.
На берегу озера расположено одноимённое село.
Площадь 1,2 км². Озеро имеет вытянутую форму. Длина озера порядка 4,5 км, ширина в среднем 200 м.
Озеро расположено в 8 км от реки Илек, и скорее всего является одним из старых русел реки Мечетки, впадавшей раньше в Илек, а сейчас пересыхающей в своём нижнем русле и теряющейся в озёрцах возле села Буранного.
Вода в озере кислая, сильно загрязнена торфяными отложениями, дно сложено озёрным сапропелем. В озере произрастает сальвиния и водяной орех чилим.
Рядом с озером Буранным расположено ещё два довольно крупных озера — озеро Жеребцово и озеро Полноусное.